# Байша (Иркутская область)
Байша — село в Баяндаевском районе Иркутской области России. Административный центр Кырменского муниципального образования.

## География
Село находится на расстоянии примерно 35 км к северу от села Баяндай, административного центра района.

## Население
| 2002 | 2010 | 2011 | 2012 |
| ---- | ---- | ---- | ---- |
| 333  | ↘259 | ↘258 | ↘252 |

### Половой состав
По данным Всероссийской переписи, в 2010 году в селе проживало 259 человек (134 мужчины и 125 женщин).